# SHERBET
『SHERBET』（シャーベット）は、Buono!の2枚目のミニ・アルバムである。2012年8月22日にアップフロントワークス（zetimaレーベル）から発売された。

## 概要
- 初回生産限定盤（CD+DVD）、通常盤（CD）の2形態で発売。
- Buono!の事実上のラストアルバムとなった。

## 収録曲

### CD
1. FEVER
（作詞・作曲：DECO*27、編曲：DECO*27・Konnie-PLASMO'-Aoki）
2. GO!GO!ゴーダ
（作詞・作曲：HA・AKIRASTAR、編曲：AKIRASTAR）
ピザーラ『ギターダンス 篇』CMソング
3. 初恋サイダー（Album version）
（作詞：NOBE、作曲：しほり、編曲：宮永治郎）
4. 未来ドライブ
（作詞：HA、作曲：松井望・HA、編曲：Konnie-PLASMO'-Aoki）
5. BELIEVE★★★
（作詞・作曲：HA、編曲：Konnie-PLASMO'-Aoki）
6. 夏の星空
（作詞：HA、作曲：松井望・HA、編曲：tasuku・Konnie-PLASMO'-Aoki）
7. Never gonna stop!
（作詞：HA、作曲・編曲：AKIRASTAR）
BS日テレ番組『ボウリング革命 P★League』エンディングテーマ

### DVD
1. Never gonna stop!（Close-up BUONO! Ver.-type.01-）
2. 2012 フランス公演密着ドキュメント